# تاريخ الإسلام في الصين

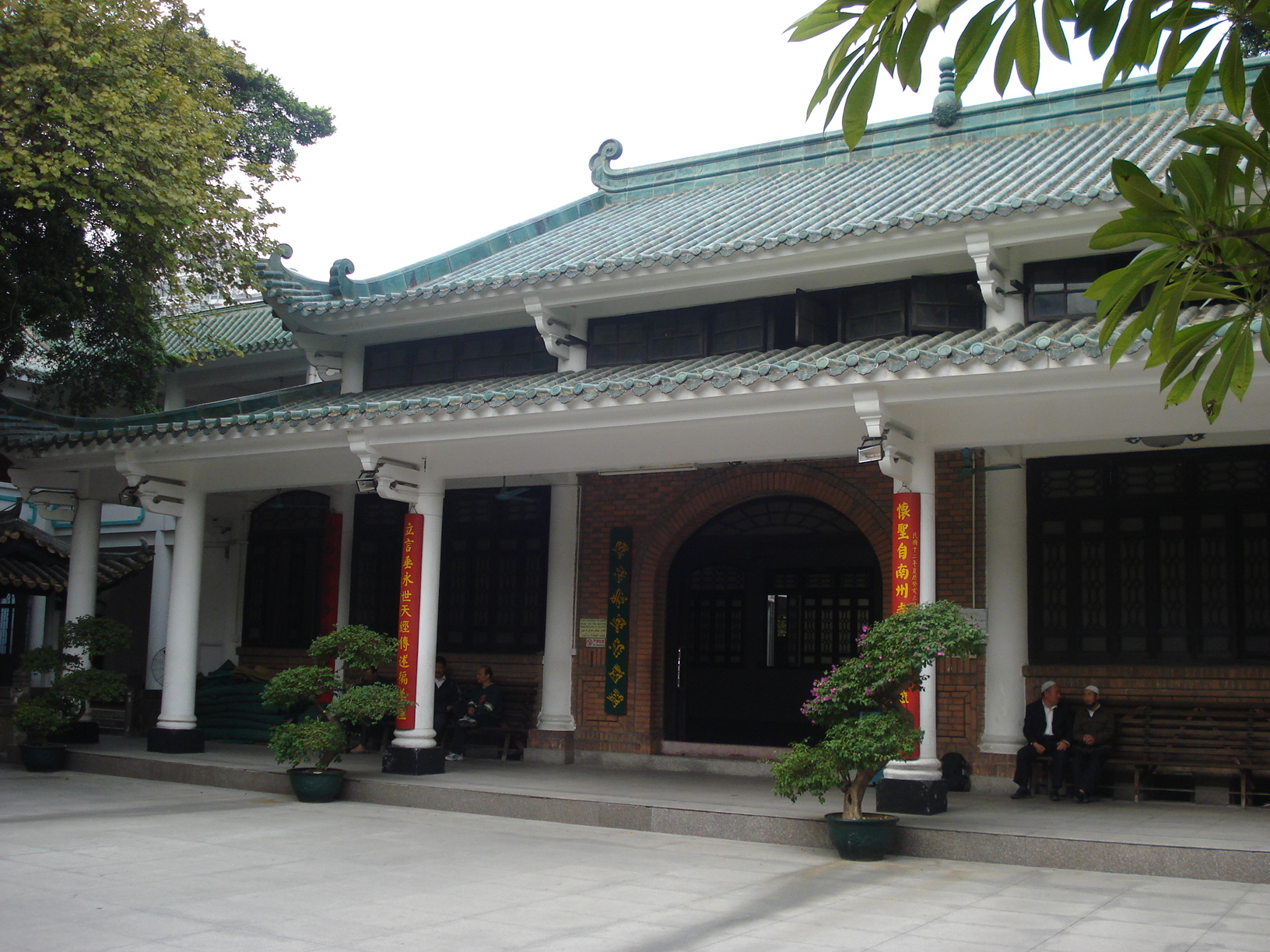
مسجد هوايشينغ في غوانغتشو، الصين ويعود تاريخه إلى القرن السابع

يعود تاريخ الإسلام في الصين إلى 1300 عام.

## أصل الصين الإسلامية
وفقًا لروايات المسلمين الصينيين التقليديين، بدأ تاريخ الإسلام في الصين عندما بشر الصحابة الأربعة في الصين وهم - سعد بن أبي وقاص (594-674)، وجعفر بن أبي طالب، وجحش بن رياب اعتبارًا من عام 616/17 وما بعده، وذلك بعد مجيئهم عبر طريق شيتاغونغ - كامروب - مانيبور بعد إبحارهم من الحبشة في عام 615/16. توجه سعد بن أبي وقاص مرة أخرى إلى الصين للمرة الثالثة في 650-51 بعد أن طلب منه الخليفة عثمان ترأس بعثة إلى في الصين، وهو ما استقبله الإمبراطور الصيني بحرارة.

### العلاقات التجارية الصينية العربية
كانت التجارة موجودة بين شبه الجزيرة العربية قبل الإسلام والساحل الجنوبي للصين، وازدهرت عندما اعتنق التجار البحريون العرب الإسلام. وصلت ذروتها في عهد سلالة يوان المغولية.
مهدت علاقة الصين الطويلة والتفاعلية مع مختلف قبائل وإمبراطوريات السهوب، من خلال التجارة، أو الحرب، أو التبعية، أو الهيمنة، الطريق لقيام مجتمع إسلامي كبير ودائم داخل الصين. جاء التأثير الإسلامي من مختلف شعوب السهوب التي اندمجت في الثقافة الصينية. عمل المسلمون بصفة إداريين وجنرالات وقادة آخرين نُقلوا إلى الصين من بلاد فارس وآسيا الوسطى لإدارة الإمبراطورية تحت حكم المغول.
تمكن المسلمون من ممارسة شعائرهم الدينية في الصين منذ القرن السابع، مواجهين خلافات كبيرة أحيانًا. يعد الإسلام أحد الأديان التي لا تزال معترفًا بها رسميًا في الصين.

### التاريخ
حسب الروايات التاريخية للمسلمين الصينيين، جاء الإسلام لأول مرة إلى الصين على يد سعد بن أبي وقاص، الذي جاء إلى الصين للمرة الثالثة على رأس بعثة أرسلها عثمان، الخليفة الثالث، في عام 651، بعد أقل من عشرين سنة على وفاة النبي محمد. كانت البعثة بقيادة سعد بن أبي وقاص. عندئذٍ أمر الإمبراطور غاوزونغ، إمبراطور تانغ الذي استقبل المبعوث، ببناء مسجد هوايشنغ في غوانزو، أول مسجد في البلاد، تخليداً لذكرى النبي. يبدو أن أساطير الهوي تخلط بين زيارة عام 651 وبدء الإسلام في بداية عام 616/17 الذي تم من خلال الزيارات المبكرة للصحابة.
بينما يميل المؤرخون المعاصرون إلى القول بأنه لا يوجد دليل على قدوم الوقاص بنفسه إلى الصين، فإنهم يعتقدون أن الدبلوماسيين والتجار المسلمين وصلوا إلى مملكة تانغ الصينية قبل بضعة عقود من بداية العصور الوسطى (الهجرة النبوية). ساعدت الثقافة الكوسموبوليتية لأسرة تانغ، وعلاقاتها القوية مع آسيا الوسطى وأوساطها المهمة من تجار وسط وغرب آسيا (غير المسلمين في الأصل) المقيمين في المدن الصينية، على إدخال الإسلام.

## سلالة تانغ
ظهرت الشعوب العربية لأول مرة في السجلات الصينية المكتوبة، تحت اسم تا شي في حوليات سلالة تانغ (618-907) (تا شي أو دا شي هو ترجمة صينية لتازي – وهو  معنى اسم العرب الذي استخدمه الشعب الفارسي). تشير السجلات التي يعود تاريخها إلى عام 713 إلى وصول سفير دا شي. تكونت أولى المستوطنات الإسلامية الرئيسية في الصين من التجار العرب والفرس.
حدثت أول مواجهة بين الصينيين التانغ والأمويين العرب في عام 715 بعد الميلاد عندما خُلع الإخشيد، ملك وادي فرغانة، بمساعدة عرب الدولة الأموية ونصّب أولتر ملك جديد على العرش. فر الملك المخلوع إلى كوتشا (مقر محمية إنكسي)، وسعى للتدخل الصيني. أرسل الصينيون 10000 جندي تحت قيادة تشانغ شاوسانغ إلى فرغانة. هزم شاوسانغ أولتر وقوات الاحتلال العربية في نمنغان وأعاد تنصيب إخشيد على العرش. في عام 717 بعد الميلاد، هاجم العرب منطقة ترانزاكسيونا مرة أخرى على أمل الاستيلاء على حاميات أسرة تانغ الأربعة في منطقة إنكسي. هزم العرب مرة أخرى في وقتة أقسو. في وقت لاحق، شن التورجش ،بدعم من الصين، هجمات انتقامية على الأراضي العربية وانتزعوا في نهاية المطاف كامل فرغانة من العرب باستثناء حصون قليلة.
على الرغم من الصراع بين تانغ والدولة العباسية خلال معركة نهر طلاس عام 751، تحسنت العلاقات بين الدولتين بعد فترة وجيزة. في عام 756، أرسلت مجموعة تتكون على الأرجح من الفرس والعراقيين إلى قانسو لمساعدة الإمبراطور سو تسونغ في كفاحه ضد تمرد آن لوشين. بعد أقل من 50 عامًا، أُبرم تحالف بين تانغ والعباسيين ضد هجمات التبت في آسيا الوسطى. وصلت بعثة من الخليفة هارون الرشيد (766-809) إلى تشانغآن.
وقد سجل أنه في عام 758، اندلعت الاضطرابات في مستوطنة إسلامية كبيرة في غوانزو وهرب الناس. شيدت الطائفة مسجدًا كبيرًا (مسجد هوايشينغ)، ودمره حريق في عام 1314، وبني في عام 1349-131 ؛لم يتبقى من بناء المسجد الأول سوى أنقاض برج.
خلال عهد أسرة تانغ، تواصل التوافد المستمر من التجار العرب (تاشي) والفرس (بوسي) إلى الصين عبر طريق الحرير والطريق الخارجي عبر ميناء تشوانتشو. لم يكن جميع المهاجرين مسلمين، لكن العديد ممن بقوا شكّلوا أساس السكان المسلمين الصينيين ومجموعة الهوي الاثنية. أدخل المهاجرون الفارسيون إلى الصين لعبة البولو، وفنون مطبخهم، وآلاتهم الموسيقية، ومعرفتهم في مجال الطب.

## سلالة سونغ الحاكمة
قصد العديد من المسلمين الصين للتجارة، وبدأ هؤلاء المسلمون يتمتعون بنفوذ وتأثير الاقتصادي كبير على البلاد. خلال عهد أسرة سونغ (960-1279)، سيطر المسلمون في الصين على التجارة الخارجية وصناعة الاستيراد / التصدير في الجنوب والغرب.
في عام 1070، دعا شين سونغ، إمبراطور سونغ، 5300 رجل مسلم من بخارى للاستقرار في الصين. استخدم الإمبراطور هؤلاء الرجال في حملته ضد إمبراطورية لياو في الشمال الشرقي. في وقت لاحق، استقر هؤلاء الرجال بين كايفنغ عاصمة سونغ، وينتشينغ (بكين الحالية). كان الهدف من ذلك و إقامة منطقة عازلة بين الصينيين ولياو. في عام 1080، هاجر 10000 رجل وامرأة من العرب إلى الصين على ظهور الخيل واستقروا في جميع مقاطعات الشمال والشمال الشرقي. عُدل علم الأعشاب الصيني52 (أعيد نشره في 1968-1975) في عهد أسرة سونغ في عام 1056 و 1107 ليحتوي موادً، 200 دواء على وجه الخصوص، مأخوذة من موسوعة ابن سينا القانون في الطب.
كان عرب بخارى تحت قيادة الأمير أمير سيد «سوفيير» (اسمه الصيني). منح الأمير لاحقًا لقبًا فخريًا. يشتهر بأنه «أب» الجالية المسلمة في الصين. أطلق التانغ والصينيون على الإسلام من قبله اسم داشي فا («قانون العرب») (تاشي أو داشي هي الترجمة الصينية لتازي – الاسم الذي استخدمه الفرس للعرب). أعاد تسميته إلى هويهوي جو(«دين هويهوي«).

### المسلمون المؤيدون للمغول
كان فو شوشانغ، تاجر أجنبيًا مسلمًا، برز في عمله بمساعدة اليوان في غزو جنوب الصين، التي كانت آخر بؤرة استيطانية لسلطة سونغ. في عام 1276 ،شن الموالون لسونغ حملة مقاومة للمساعي المغولية للاستيلاء على فوتجو. يسجل يوان شي (لتاريخ الرسمي لسلالة يوان) أن فو شوشانغ «تخلى عن قضية سونغ ونبذ الإمبراطور... بحلول نهاية العام، استسلمت غوانزو للمغول».
عند تخليه عن قضية سونغ، حشد فو شوشانغ قواتٍ من مجموعات السكان الأجانب، وقاموا بذبح أقارب إمبراطور سونغ والموالين له. تصرف فو شوشانغ وقواته بدون مساعدة الجيش المغولي. كافأ المغول فو شوشانغ بشكل شخصي مكافأةً سخية. وعين مفوضًا عسكريًا لفوجيان وغوانغدونغ.